# Amazophrynella
Amazophrynella is een geslacht van kikkers uit de familie padden (Bufonidae). De groep werd voor het eerst wetenschappelijk beschreven door Antoine Fouquet, Renato Sousa Recoder, Mauro Teixeira Jr., José Cassimiro da Silva Jr., Renata Cecília Amaro, Agustín Camacho Guerrero, Roberta Pacheco Damasceno, Ana Carolina Oliveira de Queiroz Carnaval, Craig Moritz en Miguel Trefaut Rodrigues in 2012.
Er zijn zeven verschillende soorten, inclusief twee soorten die pas in 2015 voor het eerst wetenschappelijk zijn beschreven. De soort Amazophrynella javierbustamantei is pas sinds 2016 bekend waardoor het soortenaantal in de literatuur vaak afwijkt.
Alle soorten komen voor in delen van Zuid-Amerika en leven in de landen Bolivia, Brazilië, Colombia, Ecuador, Frans-Guyana, Guyana, Peru en Venezuela.

## Soorten
Geslacht Amazophrynella
- Soort Amazophrynella amazonicola
- Soort Amazophrynella bokermanni
- Soort Amazophrynella javierbustamantei
- Soort Amazophrynella manaos
- Soort Amazophrynella matses
- Soort Amazophrynella minuta
- Soort Amazophrynella vote

Adenomus · 
Altiphrynoides · 
Amazophrynella · 
Anaxyrus · 
Ansonia · 
Atelopus · 
Barbarophryne · 
Blythophryne · 
Bufo · 
Bufoides · 
Bufotes · 
Capensibufo · 
Churamiti · 
Dendrophryniscus · 
Didynamipus · 
Duttaphrynus · 
Epidalea · 
Frostius · 
Ghatophryne · 
Incilius · 
Ingerophrynus · 
Laurentophryne · 
Leptophryne · 
Melanophryniscus · 
Mertensophryne · 
Metaphryniscus · 
Nannophryne · 
Nectophryne · 
Nectophrynoides · 
Nimbaphrynoides · 
Oreophrynella · 
Osornophryne · 
Parapelophryne · 
Pedostibes · 
Pelophryne · 
Peltophryne · 
Phrynoidis · 
Poyntonophrynus · 
Pseudobufo · 
Rentapia · 
Rhaebo · 
Rhinella · 
Sabahphrynus · 
Schismaderma · 
Sclerophrys · 
Strauchbufo · 
Truebella · 
Vandijkophrynus · 
Werneria · 
Wolterstorffina · 
Xanthophryne